# Mario Morasso
Mario Morasso (Genova, 21 aprile 1871 – Varazze, 31 ottobre 1938) è stato uno scrittore, poeta, saggista e giornalista italiano.

## Biografia
Dopo un avvio vicino al Simbolismo, evidente nelle prime poesie e nell'idillio drammatico Trasformazioni d'anime, Morasso inclinò verso il mito della modernità, anticipando numerosi spunti che a breve sarebbero diventati i temi portanti del Futurismo. Chiedeva un ritorno al dispotismo dello stato, esaltava la guerra e la velocità, si auspicava l'avvento di una morale superomistica ed egoarchica, secondo il termine coniato nel celebre saggio Uomini e idee del domani (L'egoarchia) (1898), esaltazione dell'individualismo più sfrenato.
La sua opera più celebre, La nuova arma (la macchina) (1905), profetizza come la macchina dominerà la scena futura e sostituirà alla civiltà presente un nuovo modus vivendi e pensandi, divenendo in questo un chiaro Marinetti ante litteram.
Nel 1897 entrò a Il Marzocco e collaborò successivamente con Il Regno e con la rivista senese Vita d'Arte.
Fu anche giornalista sportivo, redigendo le cronache delle gare automobilistiche per riviste del calibro de Il Marzocco e L'Illustrazione Italiana.
Nel 1902 sposò a Venezia Aida Maestri; in quell'anno nacque la figlia Evelina, che si sposerà con il conte Giuseppe Scapinelli di Leguigno, Patrizio di Modena e Reggio.
Dal 1908 si dedicò prevalentemente alla sua rivista Motori, cicli e sport, abbandonando un ruolo intellettuale di prima linea, e non figurando tra i futuristi ufficiali.
Cadde per lungo tempo nell'oblio, prima di essere riscoperto da Edoardo Sanguineti e dalla rivalutazione del Futurismo che occupò la scena in Italia negli anni Sessanta.

## Opere
- Trasformazioni d'anime (1890) - idillio drammatico in un atto e due scene
- Sinfonie luminose (1893) - raccolta di poesie
- Prodigi (1894) - raccolta di poesie
- Uomini e idee del domani (L'egoarchia) (1898)
- Contro quelli che non hanno e che non sanno (1899)
- L'imperialismo artistico (1903)
- Vita moderna dell'arte (1904)
- Imperialismo del secolo XX (1905)
- La nuova arma (la macchina) (1905)
- Il nuovo aspetto meccanico del mondo (1907)
- La nuova guerra (1914)